# Lajas (Cuba)
Lajas es conocido histórica y culturalmente como Santa Isabel de las Lajas, nombre de origen hispano relacionado con algunas características de su suelo -las lajas, o sea, las piedras- voz derivada del latín, y una personalidad religiosa, Santa Isabel. Cuenta con apenas el 5,5 % de la población de la provincia Cienfuegos, unos 21.826 habitantes, y posee una extensión de 429,8 km². Limita al norte y al oeste con la provincia Villa Clara, al sur con los municipios Cumanayagua y Palmira y al oeste con Rodas y Palmira. Fue inmortalizada por su hijo ilustre Benny Moré, el Bárbaro del Ritmo, en una de sus canciones.

## Ubicación
El municipio de Santa Isabel de las Lajas se encuentra ubicado al norte de la provincia Cienfuegos en el centro de la isla de Cuba, este territorio tiene frontera al norte con el Municipio de Santo Domingo y al este con Ranchuelo pertenecientes ambos a la provincia de Villa Clara, al oeste limita con los municipios de Rodas y Palmira y sur con el municipio de Cruces.

## Historia
En el municipio de Lajas los primeros asentamientos fueron en 1800 y la fundación oficial fue 1824. Esta importante fundación se debe al acuerdo del ayuntamiento de Cienfuegos, el cual donó dos caballerías de tierra de la hacienda las Lajas, siendo gobernador de aquella ciudad el señor Alejandro de Clouet. Sus primeros pobladores fueron los señores Narciso Madrazo, Alejo y Felipe de la Cruz, José y Joaquín Mora, José Benítez, Marcos Gil, Juan Marsillan y Pedro Borroso, de los cuales, además, salió la idea de la fundación y sus directivas generales.
Se crea como municipio en el año 1879 formando parte de la entonces provincia Santa Clara.
En el año 1893 se produce el alzamiento de Higinio Ezquerra. En 1896 acampan Máximo Gómez y Antonio Maceo en la finca La Amalia después de la Batalla de Mal Tiempo. En Jesús Menéndez participa en la huelga de los estibadores en el Central Ciudad Caracas. Permanece como municipio de la provincia de Las Villas desde 1953 hasta 1976 donde pasa a formar parte de la también creada en esa fecha provincia de Cienfuegos.
Dentro del municipio se destacan por su labor revolucionaria, hombres como el comandante Agustín Cruz González, a quien se le conoce como patriota insigne del municipio, Juan Felín Cárdenas González, fue participante en el Alzamiento del 5 de Septiembre. Además de destacarse otros como fueron Francisco Viera Milián, José Felipe Galindo Cruz y Ramón Balboa Monzón, participantes del Movimiento 26 de julio. En la clandestinidad fueron representativos Gustavo Casanova Ramírez y Esteban Adolfo Ortiz. Todos estos grandes hombres forman parte de la historia del municipio lajero.

### Orígenes
El nombre oficial del pueblo se debe a la idea de unos de los comuneros, Marcos Gil, quien decidió conferir el apelativo de Santa Isabel en honor a su esposa Isabel Castellón, procedente de Islas Canarias. El término de las Lajas responde a la enorme cantidad de piedras lajas existentes en la zona en aquella época. Era una extensa comarca agrícola, ganadera y cañera, que aseguraba a sus moradores un progreso social, moral y material. El que fue en aquel entonces, partido de este nombre, situado al noroeste de la Villa de Cienfuegos, tenía en sus primeros años de vida 55 leguas cuadradas de superficie siendo sus límites por el noreste, el camino real de La Habana a la Villa de Santa Clara y el río San Pedro de Manyabón, por el sur el camino real del centro hasta el paso de Lechuzo y el límite de Camarones; por el este, la línea que limita con el distrito de Santa Clara desde el centro del hato de San Marcos hasta la Majagua, quedando con él las nuevas y la referida Majagua; era un caserío con el nombre de Las Lajas, y tenía cerca los caseríos más pequeños de Cartagena, Santiago y Soledad.

### Desarrollo
De 1798-1820 Lajas era una hacienda comunera y ganadera perteneciente a la capitanía de San Fernando de Camarones. En 1824 era un caserío comunero, azucarero, agrario y ganadero del Hato de Las Cruces. En 1846 se edifica una ermita bajo la advocación de San Antonio de Padua, convirtiéndose esta dos años más tarde en parroquia, en este mismo año alrededor de la ermita se crea la Aldea Las Lajas con una población de 146 habitantes. Años más tarde en 1853 se crea el Partido de Segunda Clase Santa Isabel de Las Lajas.
El 30 de abril de 1853 se convocó a una junta donde comuneros acordaron ceder dos caballerías de tierra para la formación del poblado se realizan las primeras gestiones para la fundación del mismo y el 29 de agosto de 1854 se funda el poblado. En 1859 del partido surgen dos capitanías: Santa Isabel de Las Lajas y Cartagena. Para el 1879 se da a conocer la Declaratoria de Municipio Santa Isabel de las Lajas. A partir de 1881-1898 se consolida el ayuntamiento municipal y su estructura y se desarrolla un proceso de plantación capitalista azucarero, y con ello un profundo desarrollo de la urbanización, comercialización y centralización económica social. Caracas fue una de las extensiones más significativas del desarrollo y centralización azucarero cubano.

### Escudo
En el año 1879 con la aplicación de las primeras divisiones políticas administrativa, surge el municipio de Santa Isabel de las Lajas y con el su ayuntamiento. Era necesario un escudo que sirviera para la oficialización de los documentos de la alcaldía, constituyendo este uno de los símbolos que identifican a la localidad. En el mismo aparece una ceiba en un terreno claro adornada por una cinta dorada que tiene una frase en latín “LABOR- OMNIA- VINCIT” que significa la labor lo vence todo, así como las fechas 1824- 1879.
La primera corresponde a la fundación del pueblo y la segunda a la constitución del ayuntamiento, el terreno llano representa el pueblo y la ceiba el punto de reunión de los comuneros fundadores ubicado al fondo de la casa de corren y de kindergarten, la misma fue derribada en la postrimería del año 1903.

### Himno
En el año 1954 Enrique Medialdea Cañizares escribe el himno del lajero, donde demuestra la participación de los pobladores de lajas. En la lucha por la independencia de nuestro país y la disposición de todos sus hijos de seguir luchando hasta obtener una nación libre e independiente.La música fue compuesta por Eliseo N. Calderón Delgado.

## Características

### Geología
El municipio de Lajas geológicamente se encuentra en la zona del Zaza, cuenca de Santo Domingo, presenta rocas arenosas, tiene como principales corrientes fluviales a los ríos Las Lajas y Ahocinao, afluentes del Damují, principal cuenca fluvial del municipio y la más extensa de la provincia.

### Físicas/geográficas
En general el municipio presenta un clima tropical semi-húmedo de llanura caliente y lluviosa, favorable para el desarrollo agrícola y cañero. La intensidad medio de lluvia varía entre 18 y 25 mm/día, la frecuencia de lluvia al año es de 70 mm. Al norte noroeste y noroeste se presenta un clima tropical poco húmedo de llanuras calientes y lluviosas. En el período poco lluvioso es indispensable el riego, pueden originarse remolinos de polvo. Esta zona puede ser afectada por ciclones (octubre). Al centro-sur del municipio el promedio anual de precipitaciones se comporta mayor o igual a 1500 mm. En el período poco lluvioso los promedios están entre 200-300mm.En el lluvioso el promedio está e n los 1200 mm.

### Suelos
El municipio cuenta al centro con suelos pardos, para cultivos intensivos, al norte predomina ferrolíticos, cuarcitos amarillo zafiro, levemente restringidos para cultivos. Se recomienda para forestales y en ocasiones pastos. En los planes de inundación predominan las oscuras plásticas y aluviales permitiendo cultivos. Recomendándose para pastos y frutales.

### Clima
El clima es tropical semihúmedo de llanuras calientes y régimen de lluvias favorables para el desarrollo agrícola en general y cañero en particular.
La humedad relativa media anual es de 80,7 % confrontándose alta de junio a enero (81-86 %) baja de febrero a mayo (73-79 %) al igual que la temperatura, dado los rasgos de continentalidad, esta variable presenta cambios bruscos, entre el día y la noche. La amplitud de la temperatura es de 6,7 °C, dado por los rasgos de continentalidad del territorio, con influencia de brisas marinas presentándose la temperatura media anual 23,7 °C, la máxima media anual es 29,5 °C, siendo su máxima en los meses de julio, mínima media anual de 18,7 °C, teniendo mínima en febrero. Al analizar los vientos puede comprobarse que el municipio recibe la mayor influencia en la provincia de los vientos alisios de 60,7 %. La Nubosidad se comporta baja en la madrugada y en las primeras horas de la mañana siendo la presión atmosférica medio anual de: 755,1 mm.

### Fauna
Se localiza en diferentes áreas, entre las especies tenemos: Endémicos: Sijú platanero, piconero. En la avifauna podemos encontrar carpintero verde, totí, Tomeguín del Pinar. Al observar cinegética podrás localizar guineo, codorniz, Palomas Raviches, Palomas aliblancas. Actualmente tenemos en peligro de extensión El Falcón, el Tocororo y el Carrero.

### Vegetación
En la flora se puede contemplar en los campos del municipio una vegetación principalmente de sabana, abundantes plantaciones de mangos, también árboles de Ceiba, Caoba, mamoncillo, y Palma Real etc. Plantas silvestres abundan como: Yerba bruja, y Guinea etc. Señalamos que esta situación de la flora cambiará con el Plan de Reforestación el cual cuenta con 539, 4 hectáreas de plantaciones.

### Hidrografía
Se encuentra la cuenca superficial del Río Damují, teniendo como afluentes principales: los ríos Lajas y Ahocinado y con aguas potables las de los arroyos Cuabillas, Lima y Novilla. La cuenca subterránea, la podemos considerar pobre pues su capacidad es de 2,30 Mm.(millones de Metros Cúbicos).

## Desarrollo económico
El Municipio de Santa Isabel de las Lajas en 1957 contaba con 627 fincas, siendo aprovechado un 33 % de sus tierras (11,800 hectáreas) en la agricultura. Producía, aparte los frutos menores de consumo local, caña de azúcar. Sus centrales eran: San Agustín, Caracas y Santísima Trinidad. Después del triunfo de la revolución ha tenido un desarrollo económico lento, en sus inicios contaba con la producción azucarera como renglón fundamental, además de la producción agrícola, en la actualidad se desarrollan varios renglones económicos siendo los más importantes:
- Producción de caña de azúcar.
- Producción de viandas y hortalizas.
- Industrias locales de alta demanda.
- Producción de tabaco torcido para la exportación. La tabaquería es una de las mejores del país por los resultados, avalados por la tradición existente en este campo en el municipio.

Para el territorio, desde el punto de vista económico no han sido ajenas las medidas tomadas para el incremento de la captación de divisas, para ello se construyó el Ranchón Lajero “Te Quedarás” para la atención al turismo, además de una TRD y una tienda de ARTEX Y Panamericana, una tienda de CUBAARTESANIA y se concluyó recientemente una Cadeca para el cambio de monedas, además también contamos con un SERVICUPET en el municipio.

## Desarrollo social

### Educación
El sistema educacional en el municipio contaba con 53 escuelas primarias, un Centro de enseñanza media, uno de técnico profesional y un Círculo Infantil .En total la plantilla estaba integrada por 328 trabajadores, funcionaban 30 escuelas primarias reduciéndose en 23 por el traslado de la población a diferentes asentamientos urbanos y rurales.Ya en el quinquenio 1981-1985 la plantilla se elevó a 551 trabajadores entre profesores, maestros y personal de servicio, la matrícula ascendió a 2 013 primaria, 634 media y 644 en enseñanza técnica, 143 en adultos y 54 en la especial.
En los primeros años de funcionamiento las dos escuelas de enseñanza politécnica formaban obreros calificados, pasando posteriormente uno de ellos a preparar técnicos medios en diferentes especialidades y el otro después de una reparación general el “Orestes Jiménez Fundora” del CAI “Ciudad Caracas” reinició sus actividades para formar obreros calificados en la especialidad de soldadura y tuberías para trabajar en la CEN y Refinería una vez concluidos los estudios.
En todos los centros fueron firmados los convenios Cultura-MINED plasmándose en los mismos las actividades concretas, así como la responsabilidad de ambos en su cumplimiento.En esos años fueron construidas y reparadas algunas escuelas con medios propios y se llevó a cabo la ampliación de la secundaria básica con 3 nuevas aulas. En lo que respecta al Círculo Infantil su trabajo evidenció mantener una asistencia entre 98 y 100 % de niños y trabajadores; por la labor desplegada en 1981 obtuvo la categoría de Vanguardia Nacional.
El municipio en la actualidad cuenta con 33 centros educacionales, de ellos 25 escuelas primarias, 2 círculos infantiles, una ESBU, 1 escuela de oficio, 1 politécnico y un IPUEC.En la lucha por la batalla de ideas y por la masificación de la cultura se cuenta actualmente con televisores en todas las aulas de las escuelas, además de contar con un laboratorio de computación en cada una de las mismas.

### Cultura
A partir de la creación de varias instituciones básicas comienzan los avances más significativos en el sector, entre los que se destacan la existencia del museo, la banda de música municipal, el módulo cultural y la celebración de fiestas populares, se destaca la celebración de los festivales Benny Moré con carácter nacional e internacional, el rescate de tradiciones como la parranda campesina, la celebración del día de San Antonio de Padua los días 12 y 13 de junio, en los consejos populares existe un consejo comunitario en cada uno. Hoy contamos con una sala de videos, prioridad uno en todo el territorio nacional donde nuestros cuadros principales reciben las conferencias de la universidad para todos, además de brindar servicios para niños y adultos en diferentes horarios.
No se puede hablar de cultura en Santa Isabel de las Lajas sin hacer mención de la figura de Bartolomé Maximiliano Moré (Benny Moré) quien nació en este pueblo el 24 de agosto de 1919, cuya niñez se desarrolla entre música popular con instrumentos rústicos y que desde pequeño ya cantaba y realizaba improvisaciones fundamentalmente en el Casino de los Congos. De 1930 al 1935 integra el conjunto “Avance”, en los años de 1940 a 1945 se establece en la Habana comenzando su vida artística, por esa época canta en el Dúo “Bartolomé-Anselmo”, “Cuarto Cordero” y en el “Sexteto Fígaro”. Ya en 1945 debuta profesionalmente con el Trío “Matamoros” y en una gira que efectúa con estos por México adopta el nombre artístico de Benny Moré como sugerencia de Miguel Matamoros. Muere el 19 de febrero de 1963 dejando una gran obra artística donde le canta a su país y a su pueblo natal defendiendo siempre nuestras raíces culturales y haciendo derroche de cubanía en sus canciones. Una muestra del canto a su pueblo natal al que nunca renunció a pesar de las ofertas que le hacían es su guaracha titulada Santa Isabel de las Lajas que cuenta con dos décimas:
Lajas, mi rincón querido
pueblo donde yo nací,
Lajas, traigo para ti
este, mi cantar sentido.
Siempre fuiste distinguido
por tus actos tan sinceros
tus hijos, son caballeros
y tus mujeres altivas
por eso grito que viva
mi Lajas con sus lajeros.

#### Tradiciones
Fiestas Populares, la fiesta es una fuente inagotable de conocimientos, confluyen en esta: la música, la danza, comidas y bebidas, la ornamentación, los juegos, las competencias. En Lajas se mantienen como tradición festiva: la fiesta religiosa en templos particulares, el guateque campesino, la verbena popular y el día del lajero ausente.
Guateque Campesino, en las zonas rurales se celebran festividades representativas del quehacer cultural del campesinado, ejemplo de ello son los guateques, que conjuntamente con las serenatas, el punto guajiro con sus variantes y los torneos, se difunden por todo el territorio. En Lajas surgieron durante el siglo XIX y XX numerosos escritores, que influenciados por las condiciones socioeconómicas se dedicaron a escribir versos y cultivar la décima como forma de expresión. El hecho de pertenecer la zona lajera a un área rural y carecer de otro medio de distracción, contribuyó en gran medida a su difusión y preservación. Se destacaron varias figuras en este género de la décima como Carlos Manuel González, Francisco Otero, Oscar Alejo, René Madrazo entre otros. Se le ha dado continuidad a esta tradición con grupos musicales que tocaron el punto cubano destacando el grupo San Falcón, más tarde Lira Tropical, Damují, quienes brindan su arte para el pueblo.
Verbena Popular, la verbena es una fiesta popular tradicional que se celebra en esta localidad desde la década del 20 del siglo pasado, efectuándose en el área del parque. Es una fiesta de pueblo; se realizan juegos, bailes; se adorna el parque con pencas; se expenden bebidas y comidas criollas.
Día del Lajero Ausente, en el año 1948, por iniciativa del músico lajero Félix Agüero se acuerda celebrar el último domingo de junio de cada año el día del Lajero Ausente, integrando su primer comité organizador José Manuel Famada, alcalde del pueblo. El centro de veteranos abrió sus puertas a los lajeros de la isla, escogiéndose este lugar porque representaba a los cubanos que lucharon por la independencia. Los festejos se celebran ese día por tener una significación simbólica desde el punto de vista fraternal en todos los anales de la historia.

### Salud
En 1982 se crea la UMHE encargada de hacer cambiar el cuadro higiénico-epidemiológico del municipio, en ella laboró un médico como director, un veterinario encargado de la ZOONOSIS, 7 técnicos de higiene y epidemiología y 23 obreros de saneamiento.
En 1983 se construyó y puso en funcionamiento un hogar materno con capacidad de 7 camas para embarazadas y un centro de vectores.La fuerza técnica aumentó a 79 en este año y se puede mencionar como un logro de lucha contra la epidemia del Dengue.El servicio de ambulancia se amplió a 4 nuevos vehículos. La Mortalidad Infantil se elevó a un 24.2 fallecidos por cada mil nacidos vivos, incidiendo el índice de mortalidad por enfermedades congénitas. En 1985 hubo un índice de tasa de mortalidad de 12.6 y posteriormente descendió a 10.1
En 1984 fue inaugurada otra farmacia en la cabecera municipal, existiendo unidades además en Ramón Balboa, La Modelo y la Piragua.Se elevó la atención de casos de urgencias de 44 como promedio diario en 1980, a 65.4 en 1985. Se incrementaron las consultas de especialidades. Se mejoró el trabajo del programa Materno Infantil con la entrada de un especialista Gineco-obstetra y la visita de un especialista de Pediatría
En la actualidad contamos con 43 consultorios del médico de la familia, un PPU, tres postas médicas de urgencia, una en la calle Santos Mora, una en el CAI Caracas y la otra en el CAI Ramón Balboa, un hogar materno infantil, un hogar de ancianos, 21 especialistas en medicina integral,7 casas del médico de la familia, dos farmacias, una de las cuales posee turno permanente de atención al público y donde se elaboran y venden productos de la medicina verde tradicional, lo anterior ha repercutido favorablemente en indicadores de salud como el caso de la mortalidad infantil que en lo que va de año se mantiene en cero.

### Deporte
El municipio tiene una brillante historia deportiva local, lo confirma el hecho de poseer figuras significativas en variados deportes y el trabajo desplegado en esta esfera desde los primeros años.
En 1963, los terrenos de deportes que existían en Lajas eran:
- El patio del círculo popular donde se practicaba Vollyball y baloncesto.
- Un terreno de educación.
- Un terreno a la salida del pueblo donde se jugaba béisbol. Este terreno estaba propuesto para construir un estadium.

En esa fecha aunque existía entusiasmo por la práctica del deporte no se había hecho un eficiente trabajo en ese frente. Existían 6 equipos de béisbol integrados por 126 jugadores, 2 equipos de voleibol, 1 de baloncesto primera categoría y uno de balompié primera categoría, 40 compañeros practicaban campo y pista, 14 de ellos participaron en competencias provinciales. Existía además un equipo de levantamiento de pesas con 8 integrantes. En total 226 personas en el municipio en este año practicaban deporte. En el periodo 1976 comenzaron a formarse en lajas los Consejos Voluntarios Deportivos con el fin de impulsar este frente.
En el barrio Salto, el ejecutivo del recién creado CB Deportivo estuvo integrado por Norma de León como Presidenta, Héctor López Secretario, Orestes Oliva en el frente de actividades deportivas, en recreación Raúl llamas y en divulgación Beatriz Oliva. Otros miembros del ejecutivo fueron Héctor Bermúdez, en mantenimiento Evelio Muñoz ( Béisbol ) Guillermo Avello ( Ajedrez ) Oliverio Ortiz ( Tenis de Mesa ) Ricardo Pérez ( Casa Submarina ).
En el año 1981 la Unidad de Deportes Municipal contaba con 2 instalaciones: El Gimnasio de Judo y Boxeo y el Estadium sumándose la Pista de Motocross, el terreno de béisbol y el Campamento de Recreación, todas construidas con el esfuerzo de los trabajadores.
El indicador de la participación masiva en el deporte escolar en 1981 fue de 11 220 participantes y en 1986 había rebasado los 13 000, situación similar presentó el deporte social. Además hay que destacar el trabajo desarrollado por los técnicos y dirigentes en aras de aumentar la participación en las actividades deportivas, sobre todo en el deporte social. Las competencias provinciales y municipales en esta etapa tuvieron un ascenso progresivo.
No existían en el municipio escuelas deportivas, pero en las escuelas de altos rendimientos estaban matriculados, alumnos de Lajas, llegando a la cifra de 50, varios de ellos integrantes de diferentes equipos nacionales.
Periódicamente se desarrollaban en nuestro pueblo el Torneo de Boxeo Nacional por invitación “Pedro Reinier Sarriá” a partir de 1984, la copa Lajas de Motocross, así como exhibiciones nacionales e internacionales del propio deporte. Ya en 1986 existían 25 instalaciones pertenecientes 5 a la propia entidad, 12 al sector educacional y 8 a otros organismos y la fuerza laboral empleada era de 38 trabajadores de los cuales 20 eran técnicos lo que representaba un crecimiento de 52.7 y 55.5 % respectivamente. Uno de los hijos ilustres de este pueblo es Lorenzo Aragón Armenteros quién nació el 28 de abril de 1974, hijo de Juana R. Armenteros y Lorenzo Aragón Gómez, ambos naturales de Lajas. Dio sus primeros pasos bajo la pupila del activista Eustiquio Fernández. Cursó sus estudios primarios en la escuela Camilo Cienfuegos a la edad de 6 años, e inició la práctica deportiva en 1986 con el entrenador Estaban Cuellar, año en que ingresa a la EIDE en Atletismo donde competía en carrera rápida, luego se traslada a la ESPA Provincial en el año 1990, de ahí en 1991 pasa a la ESPA Nacional y ya en 1992 integra la Selección Nacional.